# Athletic Club de Boulogne-Billancourt
El ACBB Football es un equipo de fútbol de Francia que juega en el Championnat National 3, la quinta división de fútbol en el país.

## Historia
Fue fundado en el año 1943 en la ciudad de Boulogne-Billancourt en Hauts-de-Seine como una de las secciones del club multideportivo Athletic Club de Boulogne-Billancourt.
El club pasó prácticamente sus primeros años en las ligas regionales de Francia hasta que en el año 2006 ascendieron a la Division d'Honneur (sexta categoría), donde tuvieron que esperar 13 años para ascender al Championnat de France Amateur 2.
Desde la temporada 2015/16 el club juega en el Championnat de France Amateur hasta que descendieron en la temporada 2018/19.

## Palmarés
- CFA - Grupo G: 1

2014/15
- Division d'Honneur Paris Île-de-France: 1

2013/14

## Jugadores

### Jugadores destacados
| - Jean-Kévin Augustin - Yacine Bammou - Javi Torres - Hatem Ben Arfa | - Ilan Boccara - Georges-Kévin Nkoudou - Allan Saint-Maximin - Marcus Thuram - Khéphren Thuram |